# Piergiorgio Bertoldi
Piergiorgio Bertoldi (ur. 26 lipca 1963 w Varese) – włoski duchowny katolicki, arcybiskup, od 2023 nuncjusz apostolski w Dominikanie.

## Życiorys
11 czerwca 1988 otrzymał święcenia kapłańskie i został inkardynowany do archidiecezji mediolańskiej. W 1991 rozpoczął przygotowanie do służby dyplomatycznej na Papieskiej Akademii Kościelnej. W 1995 rozpoczął pracę w nuncjaturze apostolskiej w Ugandzie. Następnie był sekretarzem nuncjatur w Kongu (1997-2000), Kolumbii (2000-2001), Serbii (2001-2004), Rumunii (2004-2007), Iranie (2007-2009). Od 2009 był radcą nuncjatury w Brazylii. 

## Episkopat
24 kwietnia 2015 papież Franciszek mianował go nuncjuszem apostolskim w Burkina Faso i Nigrze oraz arcybiskupem tytularnym Hispellum. Sakry udzielił mu 2 czerwca 2015 kardynał Pietro Parolin, sekretarz stanu Stolicy Apostolskiej.
19 marca 2019 został mianowany nucjuszem apostolskim w Mozambiku.
18 maja 2023 ten sam papież przeniósł go na urząd nuncjusza apostolskiego w Republice Dominikany i delegata apostolskiego w Portoryku.